# Callicreina
Le callicreine sono una famiglia di enzimi proteolitici di origine plasmatica e tissutale. Scindono il chininogeno in callidina, la quale diventerà bradichinina. Sono presenti in molte secrezioni ghiandolari: saliva, succo pancreatico, sudore, lacrime. Inoltre sono secrete anche dall’epitelio del tubulo convoluto distale del rene. 
Possono essere attivate dal fattore di Hageman il quale determina l'attivazione dell'attivatore della precallicreina (PKA), questo a sua volta attiva la precallicreina per formare callicreina.